# HAPPY PARTY TRAIN
《HAPPY PARTY TRAIN》是Aqours的第三张单曲，2017年4月5日由Lantis发行。

## 概要
2016年12月27日，Aqours在日本东京丰洲PIT举行的小型演唱会上公布了第三张单曲的名称及发售日期，并于2017年3月3日在niconico生放送、万代频道和LINE LIVE直播的节目中公开了试听片段。根据之前第2回总选举的结果，A面曲HAPPY PARTY TRAIN的中间位置（Center）由松浦果南（声：诹访七香）担任。单曲分为BD同捆和DVD同捆两种版本，同时随机封入主题为“HAPPY PARTY TRAIN”的Aqours成员卡片一张（共9种）。此外，在特定店铺内购买CD还可以获得店铺特典，不同店铺对应不同特典。

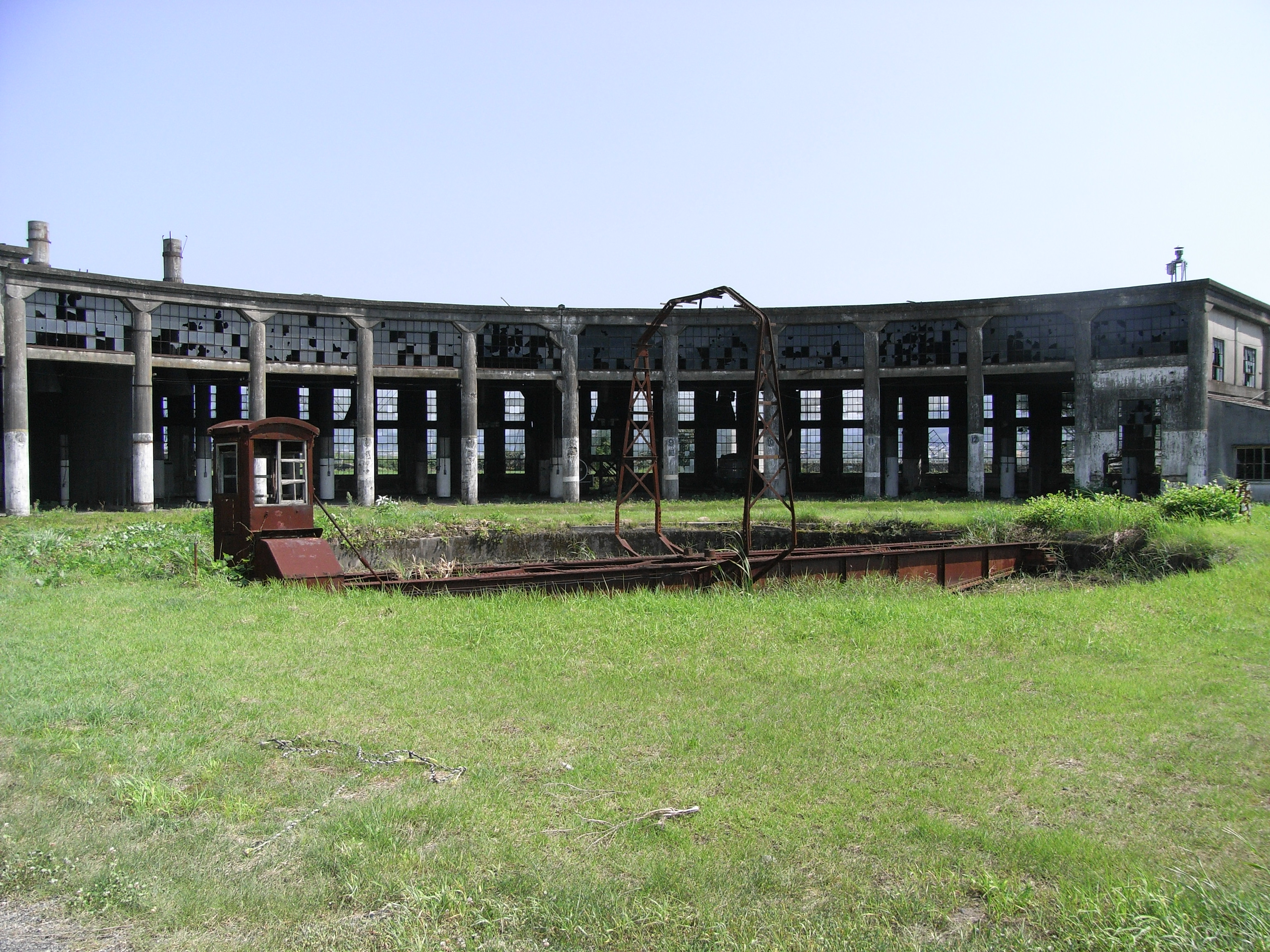
日本大分县玖珠郡玖珠町的丰后森机关库转车盘，被认为是《HAPPY PARTY TRAIN》单曲PV的取景地之一

與歌名對應，歌曲PV中出現大量鐵道有關元素，除了主角們乘搭的伊豆箱根鉄道3000系電車外，還出現了廢棄的扇形及蒸汽机车。单曲PV中出现的扇形車庫普遍被认为是参考了位于日本大分县玖珠郡玖珠町的丰后森机关库；而PV中出現的蒸汽机车從其車身形狀及“2-6-2”輪式可看出原型為日本國鐵C58形蒸汽機車，而非坊間誤傳採用“2-8-2”輪式的日本国铁D51型蒸汽机车。
为纪念单曲发行，伊豆箱根鐵道在其运营的駿豆線推出了“HAPPY PARTY TRAIN”主题喷绘列车，2017年4月8日开始运行。这也是继上一张编号单曲《想在AQUARIUM恋爱》之后，《Love Live! Sunshine!!》企划第二次与伊豆箱根铁道合作推出痛车。

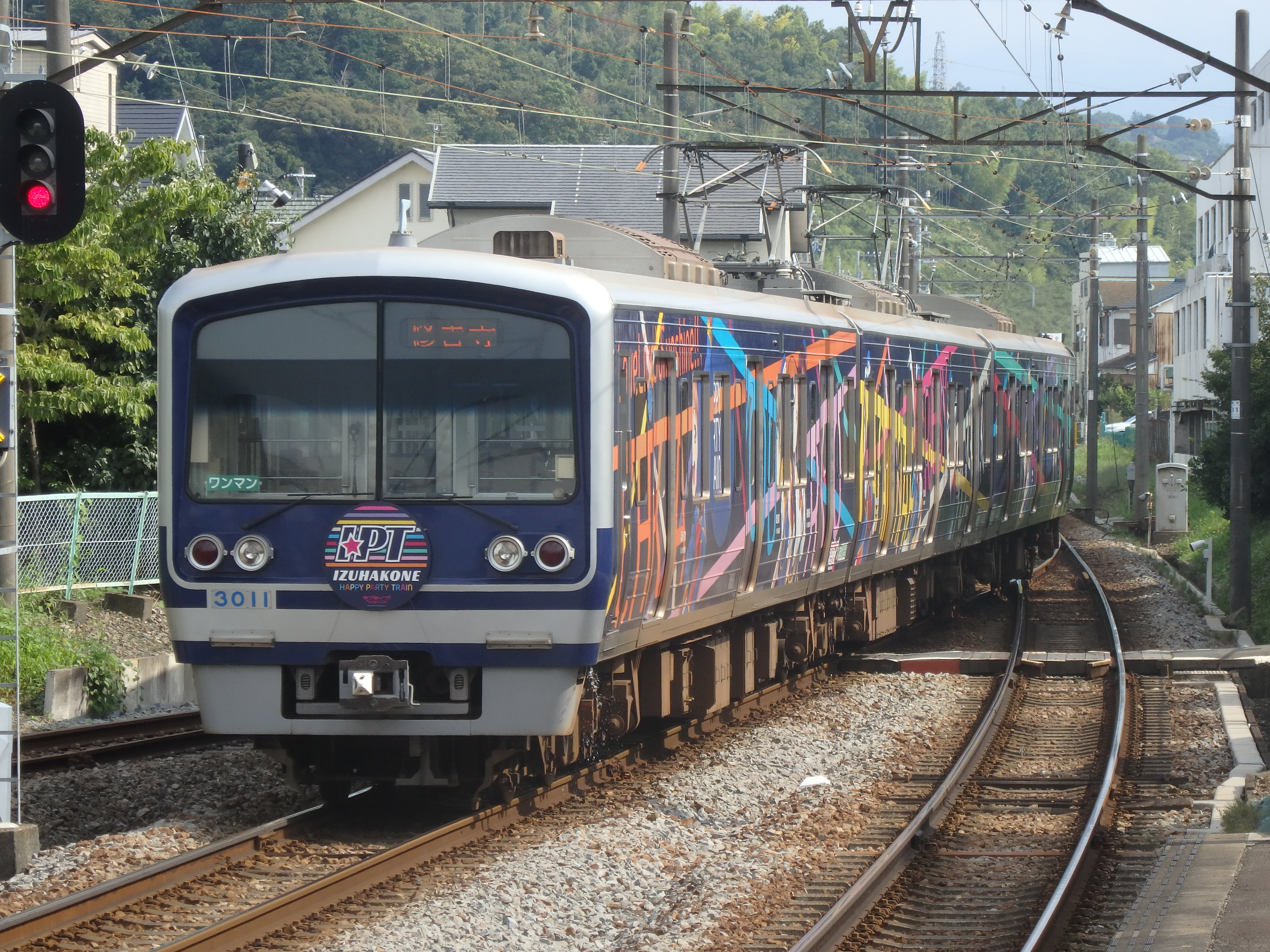
伊豆箱根铁道3000系3506F的“HAPPY PARTY TRAIN”喷绘列车

单曲发行首日，以23849张的销量位列Oricon公信榜日间排名第二位，创下了Aqours单曲最高首日销量成绩，在当时整个《Love Live!》企划中也位列第5名。初动销量为54517张，位列2017年4月第一周Oricon公信榜第二名和动画单曲销量第一名，同样创下了Aqours单曲初动销量的最高记录。

## 收录曲目
CD延续了Aqours前两张单曲“一首A面曲+两首B面曲+A面曲纯音乐版+广播剧”的模式。BD及DVD收录了A面曲HAPPY PARTY TRAIN的动画音乐影片。
收录内容中vocal曲以粗体表示，括号中的中文翻译仅供参考，并非官方翻译。
| CD       | CD                            | CD                       | CD                     | CD       | CD    |
| 曲序     | 曲目                          | 作曲                     | 编曲                   | 备注     | 时长  |
| -------- | ----------------------------- | ------------------------ | ---------------------- | -------- | ----- |
| 1.       | HAPPY PARTY TRAIN             | 渡边拓也                 | EFFY                   |          | 4:37  |
| 2.       | SKY JOURNEY                   | 早川博隆                 | 早川博隆               |          | 4:04  |
| 3.       | （想談超越少女的戀愛）        | TAKAROT、KOUDAI IWATSUBO | TAKAROT、Shinji Tanaka |          | 4:51  |
| 4.       | HAPPY PARTY TRAIN (Off Vocal) |                          |                        |          | 4:38  |
| 5.       | （团结！我们大家的野外生存）  |                          |                        | 广播剧   | 12:32 |
| 6.       | （离奇！午夜之中的悬疑推理）  |                          |                        | 广播剧   | 21:49 |
| 7.       | （奇迹！留给未来的珍贵宝藏）  |                          |                        | 广播剧   | 16:18 |
| 总时长： | 总时长：                      | 总时长：                 | 总时长：               | 总时长： | 68:49 |

| BD、DVD | BD、DVD                     | BD、DVD |
| 曲序    | 曲目                        | 时长    |
| ------- | --------------------------- | ------- |
| 1.      | HAPPY PARTY TRAIN（动画PV） | 8:19    |

## 音乐影片制作团队
- 企画：日昇動畫
- 原作：矢立肇
- 原案：公野櫻子
- 演出：酒井和男、远藤广隆
- 監督、分镜：酒井和男
- 角色設計：室田雄平
- 總作畫監督：室田雄平
- 作畫監督：尾尻進矢、铃木勇
- Live部分作畫監督：後藤望、永富浩司、渡边敬介
- 美術監督：東潤一
- 佈景設計：高橋武之
- 色彩設計：横山佐代子
- CG监督：黑崎豪
- CG制作人：小石川淳
- 3DCGI：Sublimation
- 攝影監督：杉山大树
- 編輯：今井大介
- 音響監督：長崎行男（日语：長崎行男）
- 音樂製作：Lantis、日昇音乐出版
- 音樂製作人：伊藤善之
- 製作人：平山理志、大久保隆一
- 舞蹈編排：石川由美（日语：石川ゆみ）
- 製作：Project Love Live! Sunshine!!（日昇動畫、Lantis、KADOKAWA ASCII Media Works）